# Union européenne de cyclisme
Pour les articles homonymes, voir UEC et Union européenne (homonymie).
L'Union européenne de cyclisme (ou UEC) est la confédération européenne membre de l'Union cycliste internationale. 

Ancien logo de l'Union européenne de cyclisme.

Ancien maillot de champion d'Europe.

Maillot porté par les champions d'Europe depuis 2016.

Elle regroupe les fédérations nationales de 51 pays. Son siège est installé à la Maison du sport international à Lausanne, dans le canton de Vaud en Suisse. Elle organise les championnats d'Europe des différentes disciplines cyclistes.

## Historique
L’UEC a été fondée le 7 avril 1990 à Zurich par la volonté de 18 pays[réf. souhaitée].

## Fédérations membres
| Pays               | Fédération                                                                     |
| ------------------ | ------------------------------------------------------------------------------ |
| Albanie            | Fédération albanaise de cyclisme (Albanian Cycling Federation)                 |
| Allemagne          | Fédération allemande de cyclisme (Bund Deutscher Radfahrer)                    |
| Andorre            | Fédération andorrane de cyclisme (Federacio Andorrana de Ciclismo)             |
| Arménie            | Fédération du cyclisme de la République d'Arménie                              |
| Autriche           | Fédération autrichienne de cyclisme (Österreichischer Radsport Verband)        |
| Azerbaïdjan        | Fédération cycliste de la République d'Azerbaijan                              |
| Belgique           | Royale ligue vélocipédique belge                                               |
| Biélorussie        | Fédération cycliste de la Biélorussie                                          |
| Bosnie-Herzégovine | Fédération de Bosnie-Herzégovine de cyclisme                                   |
| Bulgarie           | Union bulgare de cyclisme                                                      |
| Chypre             | Fédération chypriote de cyclisme (Κυπριακη Ομοσπονδια Ποδηλασιας)              |
| Croatie            | Fédération croate de cyclisme (Hrvatski Biciklisticki Savez)                   |
| Danemark           | Fédération danoise de cyclisme (Danmarks Cykle Union)                          |
| Espagne            | Fédération royale espagnole de cyclisme (Real Federación Española de Ciclismo) |
| Estonie            | Union cycliste de l'Estonie (Eesti Jalgratturite Liit)                         |
| Finlande           | Union cycliste de Finlande (Suomen Pyöräilyunioni)                             |
| France             | Fédération française de cyclisme                                               |
| Grande-Bretagne    | Fédération britannique de cyclisme (British Cycling)                           |
| Géorgie            | Fédération géorgienne de cyclisme                                              |
| Grèce              | Fédération hellénique de cyclisme (Ελληνικη Ομοσπονδια Ποδηλασιας)             |
| Hongrie            | Fédération hongroise de cyclisme (Magyar Kerékpársportok Szövetsége)           |
| Islande            | Fédération islandaise de cyclisme (Hjólreiðasamband Íslands)                   |
| Irlande            | Fédération irlandaise de cyclisme (Cycling Ireland)                            |
| Israël             | Fédération israélienne de cyclisme (איגוד האופניים בישראל)                     |
| Italie             | Fédération cycliste italienne (Federazione Ciclistica Italiana)                |
| Kosovo             | Fédération cycliste du Kosovo                                                  |
| Lettonie           | Fédération lettone de cyclisme                                                 |
| Liechtenstein      | Fédération cycliste du Liechtenstein (Liechtensteiner Radfahrerverband)        |
| Lituanie           | Fédération lituanienne de cyclisme (Lietuvos Dviračių Sporto Federacija)       |
| Luxembourg         | Fédération du Sport Cycliste Luxembourgeois                                    |
| Macédoine          | Fédération cycliste de Macédoine                                               |
| Malte              | Fédération cycliste de Malte                                                   |
| Moldavie           | Fédération du cyclisme de la République de Moldavie                            |
| Monaco             | Fédération monégasque de cyclisme                                              |
| Monténégro         | Association cycliste du Monténégro                                             |
| Pays-Bas           | Union royale néerlandaise de cyclisme (Koninklijke Nederlandsche Wielren Unie) |
| Norvège            | Fédération cycliste norvégienne (Norges Cykleforbund)                          |
| Pologne            | Fédération polonaise de cyclisme (Polski Związek Kolarski)                     |
| Portugal           | Fédération portugaise de cyclisme (Federação Portuguesa de Ciclismo)           |
| Roumanie           | Fédération roumaine de cyclisme                                                |
| Russie             | Union cycliste de Russie (Федерации велосипедного спорта России)               |
| Saint-Marin        | Fédération cycliste saint-marinoise (Federazione Ciclistica Sanmarinese)       |
| Serbie             | Fédération cycliste de Serbie (Biciklisticki Savez Srbije)                     |
| Slovénie           | Fédération slovène de cyclisme (Kolesarska Zveza Slovenije)                    |
| Suisse             | Swiss Cycling                                                                  |
| Slovaquie          | Fédération cycliste slovaque (Slovenský Zväz Cyklistiky)                       |
| Suède              | Fédération suédoise de cyclisme (Svenska Cykelförbundet)                       |
| Tchéquie           | Fédération tchèque de cyclisme (Český Svaz Cyklistiky)                         |
| Turquie            | Fédération turque de cyclisme (Türkiye Bisiklet Federasyonu)                   |
| Ukraine            | Fédération ukrainienne de cyclisme                                             |
| Vatican            | Athletica Vaticana                                                             |

## Président

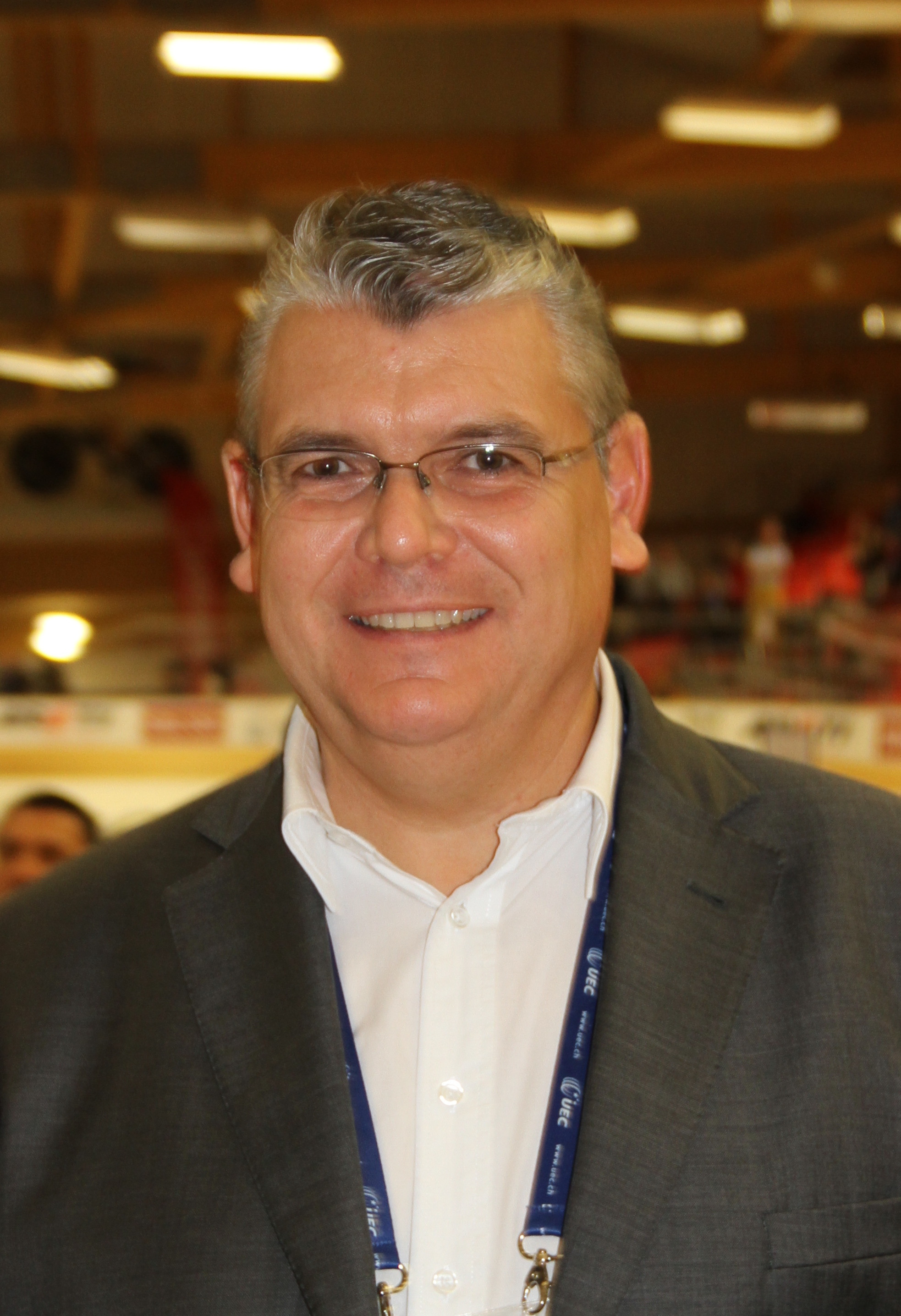
Le président actuel Enrico Della Casa.

- 1990-2001 : Werner Göhner (Allemagne)
- 2001-2009 : Vladimir Holecek (République tchèque)
- 2009-2013 : Wojciech Walkiewicz (Pologne)
- 2013-2017 : David Lappartient (France)
- 2017-2021 : Rocco Cattaneo (Suisse)[2]
- Depuis 2021 : Enrico Della Casa (Italie)[3]

## Hall of Famede l'UEC
Le Hall of Fame de l'UEC récompense les athlètes européens ayant réussi la performance de devenir champion d'Europe, champion du monde et champion olympique pendant leur carrière.
| - Julien Absalon - Katie Archibald - Elinor Barker - Robert Bartko - Lisa Brennauer - Bart Brentjens - Julie Bresset - Matthijs Büchli - Steven Burke - Anne-Caroline Chausson - Ed Clancy - Gunn-Rita Dahle - Filippo Ganna - Mikhail Ignatiev | - Peter Kennaugh - Jason Kenny - Laura Kenny - Niek Kimmann - Danielle King - Lisa Klein - Mieke Kröger - Jaroslav Kulhavý - Harrie Lavreysen - Miguel Martinez - Michael Mørkøv - Stefan Nimke - Victoria Pendleton - Paola Pezzo | - Jason Queally - Joanna Rowsell-Shand - Nino Schurter - Olga Slyusareva - Sabine Spitz - Māris Štrombergs - Geraint Thomas - Roy van den Berg - Annemiek van Vleuten - Kristina Vogel - Marianne Vos - Miriam Welte - Bradley Wiggins |